# Parque Nacional de Magoe

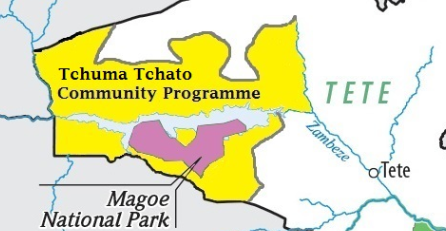
Parque Nacional Mágoè

O Parque Nacional de Magoe é uma área protegida na Província de Tete, Moçambique. O parque foi proclamado em outubro de 2013. Anteriormente, a área era parte integrante do programa de gestão da vida selvagem da Comunidade Tchuma Tchato.

## Localização
O parque tem 3,559 km2 (1,374 sq mi) de área e está situado na margem sul da gigante Barragem de Cahora Bassa.